# Borja González Tejada
Borja González Tejada (Pinto, 17 novembre 1995) è un calciatore spagnolo, difensore dell'OFI Creta.

## Carriera
González Tejada ha iniziato la sua carriera nell'Atlético Pinto dove ha iniziato a giocare in Tercera División nel 2014. Nel gennaio del 2015 è stato acquistato dall'Atlético Madrid che lo ha assegnato alla sua squadra C ed in seguito alla B.
Il 12 giugno 2017 si è trasferito in Messico all'Atlético San Luis, con cui ha debuttato il 23 luglio nell'incontro di Ascenso MX perso 2-1 contro l'Oaxaca. Sei giorni dopo ha segnato il suo primo gol professionistico nel successo per 2-0 contro il Juárez.
Il 30 gennaio 2019 ha fatto ritorno in prestito in Spagna al S.S. Reyes. Al termine della stagione ha firmato a titolo definitivo con il Las Rozas.
Nel 2020 è passato al Rayo Majadahonda con cui ha disputato due stagioni da titolare. Il 23 giugno 2022 ha firmato un biennale con il Burgos ed il 14 agosto ha debuttato in Segunda División nell'incontro vinto 1-0 contro il Malaga.

## Statistiche

### Presenze e reti nei club
Statistiche aggiornate al 31 marzo 2024.
| Stagione        | Squadra           | Campionato      | Campionato | Campionato | Coppe nazionali | Coppe nazionali | Coppe nazionali | Coppe continentali | Coppe continentali | Coppe continentali | Altre coppe | Altre coppe | Altre coppe | Totale | Totale | Totale |
| Stagione        | Squadra           | Comp            | Pres       | Reti       | Comp            | Pres            | Reti            | Comp               | Pres               | Reti               | Comp        | Pres        | Reti        | Pres   | Reti   |        |
| --------------- | ----------------- | --------------- | ---------- | ---------- | --------------- | --------------- | --------------- | ------------------ | ------------------ | ------------------ | ----------- | ----------- | ----------- | ------ | ------ | ------ |
| 2014-gen. 2015  | Atlético Pinto    | TD              | 17         | 0          | CR              | 0               | 0               |                    | -                  | -                  |             | -           | -           | 17     | 0      |        |
| gen.-giu. 2015  | Atlético Madrid C | TD              | 16         | 2          |                 | -               | -               |                    | -                  | -                  |             | -           | -           | 16     | 2      |        |
| gen.-giu. 2015  | Atlético Madrid B | SDB             | 1          | 0          |                 | -               | -               |                    | -                  | -                  |             | -           | -           | 1      | 0      |        |
| 2015-2016       | Atlético Madrid B | TD              | 13         | 0          |                 | -               | -               |                    | -                  | -                  |             | -           | -           | 13     | 0      |        |
| 2016-2017       | Atlético San Luis | LDA             | 23         | 3          | CM              | 2               | 0               |                    | -                  | -                  |             | -           | -           | 25     | 3      |        |
| 2018-gen. 2019  | Atlético San Luis | LDA             | 1          | 0          | CM              | 2               | 0               |                    | -                  | -                  |             | -           | -           | 3      | 0      |        |
| gen.-giu. 2019  | S.S. Reyes        | SDB             | 11         | 0          | CR              | 0               | 0               |                    | -                  | -                  |             | -           | -           | 11     | 0      |        |
| 2019-2020       | Las Rozas         | SDB             | 24         | 3          | CR              | 1               | 0               |                    | -                  | -                  |             | -           | -           | 25     | 3      |        |
| 2020-2021       | Rayo Majadahonda  | SDB             | 16         | 1          | CR              | 1               | 0               |                    | -                  | -                  |             | -           | -           | 17     | 1      |        |
| 2021-2022       | Rayo Majadahonda  | PDR             | 38         | 2          | CR              | 1               | 0               |                    | -                  | -                  |             | -           | -           | 39     | 2      |        |
| 2022-2023       | Burgos            | SD              | 24         | 0          | CR              | 1               | 0               |                    | -                  | -                  |             | -           | -           | 25     | 0      |        |
| 2023-2024       | Burgos            | SD              | 23         | 1          | CR              | 2               | 0               |                    | -                  | -                  |             | -           | -           | 25     | 1      |        |
| Totale carriera | Totale carriera   | Totale carriera | 207        | 12         |                 | 10              | 0               |                    | -                  | -                  |             | -           | -           | 217    | 12     |        |